# 龜山 (達濠)

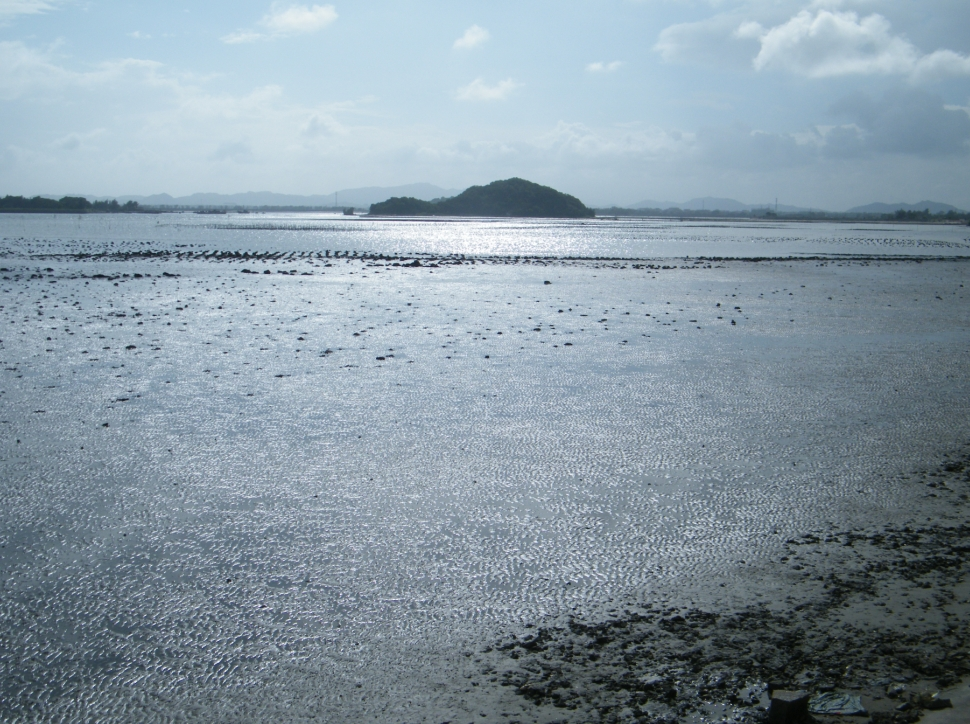
濠江中的龜山

龜山 是一個江中無人島，外形似伏龜，俗稱龜山。位於汕頭市濠江區濠江下游中。長250米，寬200米，岸線長750米，面積為0.028平方公裏。由花崗岩構成，海拔35.6米，島上草木叢生，常有白鷺棲止。在其東部有一泉眼名龜尿堀，有一座伯公廟，但無人居住。1960年疏浚航道，設有一座航標燈。